# 市場町日開谷
市場町日開谷（いちばちょうひがいだに）は、徳島県阿波市の大字。2010年10月1日現在の人口は378人、世帯数は148世帯。郵便番号は〒771-1616。

## 地理
阿波市の北部に位置。北は香川県東かがわ市、西は市場町犬墓・市場町大影、南は市場町上喜来、東は市場町尾開と接する。日開谷川の東側に当たる。
徳島県道246号仁賀木山瀬停車場線沿いに田畑が開けている。日開谷川に沿って北へ約5kmさかのぼると、標高600mの城王山がそびえている。城王山は、足利尊氏に追われた新田義宗と脇屋義治が息絶えた山と云われており、山頂にはふたりを祀った城王神社がある。

### 山岳
- 城王山

### 河川
- 日開谷川

### 小字
| - 稲荷 - 岩野 - 奥日開谷 - 遅越 | - 川北 - 川又 - 川原芝 - 僧都 | - 為後 - 中ノ名 - 仁賀木 - 根来 | - 野田原 - 原田 - 東谷奥 - 東花子 |  |

## 歴史
- 2005年（平成17年）4月1日 - 阿波郡市場町が阿波町・板野郡土成町・吉野町と合併して阿波市となり、住所表記は「阿波郡市場町大字日開谷字（字名）」から「阿波市（字名）」（稲荷・野田原・原田は、阿波市内での住所表記重複を避けるためそれぞれ日開谷（字名））となる。
- 2007年（平成19年）1月1日 - 住所表記を「阿波市市場町日開谷字（字名）」に変更（日開谷（字名）の区域は「日開谷字（字名）」）し、現在の表記となる。

## 施設
- 稲荷神社
- 城王神社
- 神明社
- 八幡宮
- 松尾神社

## 交通

### 道路
高速道路
- 徳島自動車道

都道府県道
- 香川県道・徳島県道2号津田川島線
- 徳島県道246号仁賀木山瀬停車場線